# 双輝汽船
双輝汽船株式会社（そうききせん）は、愛媛県今治市東門町に本社を置く海運会社。船舶を所有し、船舶を貸し出す船舶貸渡業（船主）を営んでいる。
2023年5月現在、ばら積み貨物船8隻とコンテナ船2隻の10隻を所有している。

## 沿革
- 1941年 - 藤澤金男が機帆船「若豊丸」を建造し、個人で海運業を創業。
- 1951年 - 機帆船「須磨丸」を購入し、海運業を再開[3]。
- 1953年 - 鋼船「津島丸」を購入[3]。
- 1961年 - 「双輝汽船有限会社」設立。
- 1966年 - 「双輝汽船株式会社」に組織変更。近海船「若王丸」（2,501G/T）を建造[3]。
- 1967年 - 増資により資本金1,000万円となる。
- 1970年 - 増資により資本金1,500万円となる。
- 1974年 - 貨物船「マルキース」（5,714G/T、パナマ船籍の便宜置籍船）を建造[3]。
- 1982年 - 冷凍船「真正丸」を建造[3]。
- 1985年 - 遠洋船「プリンセスダイアン」を建造[3]。
- 2018年 - 新社屋が完成。